# Королевские военно-морские силы Новой Зеландии
Военно-морские силы Новой Зеландии (официальное название Королевский флот Новой Зеландии (англ. Royal New Zealand Navy, маори Te Taua Moana o Aotearoa)) — один из трёх видов войск в составе Вооружённых сил Новой Зеландии. В настоящее время состоит из двенадцати кораблей и судов и пяти вертолётов.

## Историческая справка
До 1841 года флота в современном понимании у Новой Зеландии не существовало. Первоначально безопасность осуществлял британский Королевский флот, но в 1846 году поселенцы купили свой первый сторожевой катер. Позже появилась так называемая флотилия Уаикато, просуществовавшая с 1860 по 1865 годы.
В 1884 году правительство приобрело четыре новых миноносных катера, а с 1887 года правительство Новой Зеландии финансировало постройку австралийских вспомогательных судов.
В 1909 году Новая Зеландия профинансировала постройку линейного крейсера HMS New Zealand, который служил в составе Британского Королевского флота и участвовал в Ютландском сражении.
По Морскому Закону об обороне 1913 года официально учреждены Военно-морские силы Новой Зеландии в составе королевского военно-морского флота Британской империи, а старый крейсер HMS Philomel стал первым кораблём нового подразделения. С 1921 года эти силы включали в себя два крейсера и тральщик, получив название «Новозеландский дивизион королевского флота»,.
Когда Британия вступила в войну против Германии в 1939 году, Новая Зеландия сразу же тоже объявила войну. В знак признания этого Новозеландский дивизион, который включал в себя 2 крейсера и 2 шлюпа и был достаточно независимым, получил название Королевские новозеландские военно-морские силы (англ. Royal New Zealand Navy, RNZN).

## Современное состояние
На сегодняшний день ВМС Новой Зеландии являются вторыми по боеспособности после Австралийского флота в южнотихоокеанском регионе.

## Корабельный состав
| Тактический номер        | Имя              | Тип                             | В составе флота        | Статус                     | Примечания |
| Фрегаты                  | Фрегаты          | Фрегаты                         | Фрегаты                | Фрегаты                    | Фрегаты    |
| ------------------------ | ---------------- | ------------------------------- | ---------------------- | -------------------------- | ---------- |
| F77                      | HMNZS Te Kaha    | Фрегат типа «Анзак»             | c 22 июля 1997 года    | в строю, на 2013           |            |
| F111                     | HMNZS Te Mana    | Фрегат типа «Анзак»             | с 10 декабря 1999 года | в строю, на 2013           |            |
| Патрульные корабли       |                  |                                 |                        |                            |            |
| P148                     | HMNZS Otago      | морское патрульное судно        | с 18 ноября 2006 года  | в строю, на 2013           |            |
| P55                      | HMNZS Wellington | морское патрульное судно        | с 6 мая 2010 года      | в строю, на 2013           |            |
| P3569                    | HMNZS Rotoiti    | прибрежное патрульное судно     | с 17 апреля 2009 года  | в строю, на 2013           |            |
| P3567                    | HMNZS Hawea      | прибрежное патрульное судно     | с 1 мая 2009 года      | в строю, на 2013           |            |
| P3568                    | HMNZS Pukaki     | прибрежное патрульное судно     | с 2008 года            | в строю, на 2013           |            |
| P3570                    | HMNZS Taupo      | прибрежное патрульное судно     | с 29 мая 2009 года     | в строю, на 2013           |            |
| Десантные корабли        |                  |                                 |                        |                            |            |
| L421                     | HMNZS Canterbury | универсальный десантный корабль | с 12 июня 2007 года    | в строю, на 2013           |            |
| Вспомогательные суда     |                  |                                 |                        |                            |            |
| А11                      | HMNZS Endeavour  | Танкер                          | с 8 апреля 1988 года   | в строю, на 2013           |            |
| Гидрографические корабли |                  |                                 |                        |                            |            |
| A09                      | HMNZS Manawanui  | Водолазное судно                | с 1988 года            | затонуло 6 октября 2024 г. |            |

## Морская авиация
| Имя                         | Тип                   | Количество | На вооружении | Примечания |           |
| Вертолёты                   | Вертолёты             | Вертолёты  | Вертолёты     | Вертолёты | Вертолёты |
| --------------------------- | --------------------- | ---------- | ------------- | --- | --------- |
| Kaman SH-2G Super Seasprite | Многоцелевой вертолёт | 13         | С 2001 года   | 5 на вооружении с 2001 года. В 2013 году 10 было куплено у Австралии: 8 для ВМС и 2 на запчасти. В конце 2013 года были куплены противокорабельные ракеты Penguin Mk.2 Mod.7 для их установки на вертолёты. |           |

## Префикс кораблей и судов
HMNZS — His/Her Majesty’s New Zealand Ship (рус. Его/Её Величества корабль Новой Зеландии).

## Галерея
- Фрегат HMNZS Te Mana.
- HMNZS Wellington в порту Веллингтона
- HMNZS Te Kaha в Гонконге в 2004
- HMNZS Te Kaha
- HMNZS Te Mana
- HMNZS Te Mana
- HMNZS Cantenbury в 2009 году
- HMNZS Endeavour
- HMNZS Endeavour
- HMNZC Endeavour в Веллингтоне
- HMNZS Otago (слева), HMNZS Te Kaha (посередине) и HMNZS Taupo в Веллингтоне в октябре 2010
- HMNZS Wellington
- HMNZS Rotoiti
- HMNZS Hawea
- HMNZS Pukaki в Веллингтоне
- HMNZS Resolution
- SH-2G Super Seasprite поднимается с HMNZS Te Mana
- SH-2G Super Seasprite Королевских ВМС Новой Зеландии